# Сент-Аман (Од)
Сент-Ама́н (фр. Saint-Amans) — коммуна во Франции, находится в регионе Лангедок — Руссильон. Департамент коммуны — Од. Входит в состав кантона Бельпеш. Округ коммуны — Каркасон.
Код INSEE коммуны — 11331.

## Население
Население коммуны на 2008 год составляло 62 человека.
| 1962 | 1968 | 1975 | 1982 | 1990 | 1999 | 2008 |
| ---- | ---- | ---- | ---- | ---- | ---- | ---- |
| 66   | 75   | 69   | 58   | 81   | 74   | 62   |

## Экономика
В 2007 году среди 42 человек в трудоспособном возрасте (15—64 лет) 34 были экономически активными, 8 — неактивными (показатель активности — 81,0 %, в 1999 году было 70,6 %). Из 34 активных работали 31 человек (16 мужчин и 15 женщин), безработных было 3 (1 мужчина и 2 женщины). Среди 8 неактивных 3 человека были учениками или студентами, 4 — пенсионерами, 1 был неактивным по другим причинам.